# 1981년 일본 시리즈
1981년 일본 시리즈(일본어: 1981年の日本シリーズ)는 1981년 10월 17일부터 10월 25일까지 열린 일본 프로 야구의 일본 시리즈 경기이다. 센트럴 리그 우승 팀인 요미우리 자이언츠가 총 6차례의 접전을 펼친 끝에 퍼시픽 리그 우승 팀 닛폰햄 파이터스를 누르고 4승 2패의 성적을 기록, 1973년 이후 8년 만에 16번째 우승을 차지했다.
한편, 역대 일본 시리즈 중 처음이자 마지막으로 같은 구장에서 치러진 '덕아웃 시리즈'이기도 했다.

## 감독
| 소속 리그   | 소속              | 감독          |
| ----------- | ----------------- | ------------- |
| 센트럴 리그 | 요미우리 자이언츠 | 후지타 모토시 |
| 퍼시픽 리그 | 닛폰햄 파이터스   | 오사와 게이지 |

## 경기 일정
- 1차전 : 10월 17일
- 2차전 : 10월 18일
- 3차전 : 10월 20일
- 4차전 : 10월 21일
- 5차전 : 10월 23일
- 6차전 : 10월 25일

## 경기 기록
| 일시                                     | 경기   | 원정팀(선공)      | 스코어    | 홈팀(후공)        | 개최 구장     | 개시 시각 | 경기 시간  | 관중수   |
| ---------------------------------------- | ------ | ----------------- | --------- | ----------------- | ------------- | --------- | ---------- | -------- |
| 10월 17일(토)                            | 1차전  | 요미우리 자이언츠 | 5 - 6     | 닛폰햄 파이터스   | 고라쿠엔 구장 | 13시 00분 | 3시간 1분  | 36,056명 |
| 10월 18일(일)                            | 2차전  | 요미우리 자이언츠 | 2 - 1     | 닛폰햄 파이터스   | 고라쿠엔 구장 | 13시 00분 | 2시간 51분 | 42,376명 |
| 10월 19일(월)                            | 휴식일 | 휴식일            | 휴식일    | 휴식일            | 휴식일        | 휴식일    | 휴식일     | 휴식일   |
| 10월 20일(화)                            | 3차전  | 닛폰햄 파이터스   | 3 - 2     | 요미우리 자이언츠 | 고라쿠엔 구장 | 13시 00분 | 3시간 23분 | 36,180명 |
| 10월 21일(수)                            | 4차전  | 닛폰햄 파이터스   | 2 - 8     | 요미우리 자이언츠 | 고라쿠엔 구장 | 13시 00분 | 3시간 6분  | 38,627명 |
| 10월 22일(목)                            | 5차전  | 우천 취소         | 우천 취소 | 우천 취소         | 고라쿠엔 구장 | -         | -          | -        |
| 10월 23일(금)                            | 5차전  | 닛폰햄 파이터스   | 0 - 9     | 요미우리 자이언츠 | 고라쿠엔 구장 | 13시 00분 | 2시간 48분 | 31,419명 |
| 10월 24일(토)                            | 휴식일 | 휴식일            | 휴식일    | 휴식일            | 휴식일        | 휴식일    | 휴식일     | 휴식일   |
| 10월 25일(일)                            | 6차전  | 요미우리 자이언츠 | 6 - 3     | 닛폰햄 파이터스   | 고라쿠엔 구장 | 13시 00분 | 2시간 36분 | 43,604명 |
| 우승: 요미우리 자이언츠(8년 만에 16번째) |        |                   |           |                   |               |           |            |          |

## 일본 시리즈 경기 결과

### 1차전
- 10월 17일 - 고라쿠엔 구장

| 팀 | 1 | 2 | 3 | 4 | 5 | 6 | 7 | 8 | 9  | R | H  | E |
| 요미우리 | 0 | 0 | 0 | 0 | 0 | 0 | 1 | 3 | 1  | 5 | 11 | 1 |
| 닛폰햄 | 1 | 0 | 1 | 1 | 0 | 1 | 0 | 1 | 1X | 6 | 12 | 2 |
| 승리 투수: 구도 미키오(1-0) 패전 투수: 스미 미쓰오(0-1) 홈런: 요미우리 – 마쓰바라 마코토(9회 1점) 닛폰햄 – 토니 솔레이터(1회 1점), 가시와바라 준이치(4회 1점), 오카지 가즈히코(8회 1점) |   |   |   |   |   |   |   |   |    |   |    |   |

### 2차전
- 10월 18일 - 고라쿠엔 구장

| 팀 | 1 | 2 | 3 | 4 | 5 | 6 | 7 | 8 | 9 | R | H  | E |
| 요미우리 | 0 | 0 | 0 | 0 | 0 | 0 | 0 | 2 | 0 | 2 | 11 | 0 |
| 닛폰햄 | 1 | 0 | 0 | 0 | 0 | 0 | 0 | 0 | 0 | 1 | 2  | 0 |
| 승리 투수: 니시모토 다카시(1-0) 패전 투수: 마시바 시게쿠니(0-1) 홈런: 요미우리 – 로이 화이트(8회 2점) 닛폰햄 – 토니 솔레이터(1회 1점) |   |   |   |   |   |   |   |   |   |   |    |   |

### 3차전
- 10월 20일 - 고라쿠엔 구장

| 팀 | 1 | 2 | 3 | 4 | 5 | 6 | 7 | 8 | 9 | R | H  | E |
| 닛폰햄 | 0 | 1 | 0 | 0 | 0 | 2 | 0 | 0 | 0 | 3 | 10 | 1 |
| 요미우리 | 2 | 0 | 0 | 0 | 0 | 0 | 0 | 0 | 0 | 2 | 6  | 0 |
| 승리 투수: 구도 미키오(2-0) 패전 투수: 사다오카 쇼지(0-1) 세이브: 에나쓰 유타카(1S) 홈런: 요미우리 – 나카하타 기요시(1회 2점) |   |   |   |   |   |   |   |   |   |   |    |   |

### 4차전
- 10월 21일 - 고라쿠엔 구장

| 팀 | 1 | 2 | 3 | 4 | 5 | 6 | 7 | 8 | 9 | R | H | E |
| 닛폰햄 | 0 | 0 | 0 | 1 | 0 | 0 | 0 | 1 | 0 | 2 | 6 | 1 |
| 요미우리 | 0 | 0 | 1 | 0 | 1 | 0 | 6 | 0 | X | 8 | 9 | 0 |
| 승리 투수: 에가와 스구루(1-0) 패전 투수: 나리타 후미오(0-1) 홈런: 닛폰햄 – 가시와바라 준이치(4회 1점) 요미우리 – 히라타 가오루(3회 1점), 고노 가즈마사(5회 1점), 하라 다쓰노리(7회 3점), 야마쿠라 가즈히로(7회 1점) |   |   |   |   |   |   |   |   |   |   |   |   |

### 5차전
- 10월 23일 - 고라쿠엔 구장

| 팀 | 1 | 2 | 3 | 4 | 5 | 6 | 7 | 8 | 9 | R | H  | E |
| 닛폰햄 | 0 | 0 | 0 | 0 | 0 | 0 | 0 | 0 | 0 | 0 | 13 | 0 |
| 요미우리 | 1 | 1 | 0 | 0 | 3 | 0 | 0 | 4 | X | 9 | 15 | 1 |
| 승리 투수: 니시모토 다카시(2-0) 패전 투수: 다카하시 가즈미(0-1) 홈런: 요미우리 – 히라타 가오루(5회 1점), 야마쿠라 가즈히로(8회 1점), 시노즈카 도시오(8회 3점) |   |   |   |   |   |   |   |   |   |   |    |   |

### 6차전
- 10월 25일 - 고라쿠엔 구장

| 팀 | 1 | 2 | 3 | 4 | 5 | 6 | 7 | 8 | 9 | R | H | E |
| 요미우리 | 0 | 3 | 2 | 0 | 0 | 0 | 1 | 0 | 0 | 6 | 7 | 1 |
| 닛폰햄 | 0 | 0 | 0 | 0 | 0 | 1 | 0 | 2 | 0 | 3 | 9 | 1 |
| 승리 투수: 에가와 스구루(2-0) 패전 투수: 마시바 시게쿠니(0-2) 홈런: 요미우리 – 하라 다쓰노리(3회 2점), 고노 가즈마사(7회 1점) 닛폰햄 – 이노우에 히로아키(6회 1점) |   |   |   |   |   |   |   |   |   |   |   |   |

## 수상 선수
- MVP : 니시모토 다카시(요미우리)
- 감투상 : 이노우에 히로아키(닛폰햄)
- 우수 선수상 : 히라타 가오루, 고노 가즈마사, 에가와 스구루(이상 요미우리)

## 같이 보기
- 1981년 퍼시픽 리그 플레이오프
- 2009년 일본 시리즈
- 2012년 일본 시리즈